# Opolski Festiwal Skoków 2011
VI Opolski Festiwal Skoków – zawody lekkoatletyczne, które odbyły się 12 czerwca 2011 w Opolu.
W ramach mityngu rozegrane zostały konkursy skoku wzwyż mężczyzn i kobiet.

## Rezultaty
| Konkurencja:        | 1. miejsce       | Rezultat | 2. miejsce         | Rezultat | 3. miejsce       | Rezultat |
| Skok wzwyż mężczyzn | Aleksiej Dmitrik | 2,26     | Jarosław Rutkowski | 2,23     | Wojciech Theiner | 2,23     |
| Skok wzwyż kobiet   | Karolina Błażej  | 1,91     | Irina Gordiejewa   | 1,91     | Urszula Domel    | 1,88     |